# Hiroki Iizuka
Hiroki Iizuka (født 4. april 1978) er en tidligere japansk fodboldspiller.
Han har spillet for flere forskellige klubber i sin karriere, herunder Montedio Yamagata.